# Infodemi
Begrebet infodemi (engelsk: infodemic) refererer til en situation, hvor der er en hurtig og vidtrækkende spredning af både nøjagtige og unøjagtige oplysninger om visse emner. Ordet er en sammentrækning af information og epidemi og bruges som en metafor til at beskrive, hvordan misinformation og desinformation kan sprede sig som en virus fra person til person og påvirke mennesker som en sygdom. Dette begreb, der oprindeligt blev skabt i 2003 af David Rothkopf, blev fremtrædende i 2020 under COVID-19-pandemien.

## Bekæmpelse af infodemier
WHO har udviklet strategier til at håndtere infodemier, herunder faktatjekning, promovering af troværdige informationskilder og samarbejde med teknologivirksomheder for at begrænse spredningen af falske nyheder. Desuden har internationale forskningsprojekter arbejdet på at udvikle metoder til at vurdere informationens troværdighed. I Danmark har initiativer som Science Evidence Indicator (SEI) forsøgt at hjælpe offentligheden med at navigere i videnskabelige nyheder ved at evaluere kvaliteten af kilderne bag en artikel. SEI, udviklet af forskere i samarbejde med videnskab.dk, sigter mod at gøre vurderingerne letforståelige for ikke-eksperter og unge studerende.

## Kritisk informationskompetence
For at modstå effekten af infodemier anbefaler eksperter, at borgere udvikler stærkere informationskompetence, herunder evnen til at skelne mellem pålidelige og upålidelige kilder. Medietræning, undervisning i kildekritik og brug af verificerede nyhedskilder er blandt de metoder, der kan hjælpe med at reducere misinformationens indflydelse. Flere forskere har foreslået, at skoler og universiteter bør inkludere digital dannelse som en central del af pensum for at forberede unge på at navigere i komplekse informationslandskaber.